# Ujčín
Ujčín je malá vesnička, část městyse Kolinec v okrese Klatovy v Plzeňském kraji. Leží přibližně dva kilometry od Kolince. Přes ves teče říčka Ostružná.

## Historie
První písemná zmínka o vesnici pochází z roku 1379.

## Obyvatelstvo
| Rok            | 1869 | 1880 | 1890 | 1900 | 1910 | 1921 | 1930 | 1950 | 1961 | 1970 | 1980 | 1991 | 2001 | 2011 | 2021 |
| -------------- | ---- | ---- | ---- | ---- | ---- | ---- | ---- | ---- | ---- | ---- | ---- | ---- | ---- | ---- | ---- |
| Počet obyvatel | 259  | 272  | 245  | 225  | 230  | 219  | 231  | 144  | 143  | 113  | 107  | 113  | 101  | 84   | 84   |
| Počet domů     | 31   | 32   | 34   | 33   | 35   | 34   | 35   | 30   | 30   | 32   | 30   | 34   | 36   | 36   | 36   |

## Obecní správa
Při sčítání lidu v letech 1850–1929 Ujčín byl osadou městyse Kolinec v okrese Klatovy. V letech 1930–1959 byl samostatnou obcí, se kterým patřil nejprve do okresu Klatovy, ale v roce 1950 v okrese Sušice. Od roku 1960 je opět částí městyse Kolinec v okrese Klatovy. V letech 1930–1959 k obci patřil Konín a v letech 1950–1960 také Tajanov.

## Pamětihodnosti
- Flossmanův mlýn, dům čp. 10
- Na jižním okraji vesnice stojí ujčínský zámek z přelomu šestnáctého a sedmnáctého století.[7]